# Requiem (Pizzetti)
Die Messa di Requiem von Ildebrando Pizzetti ist eine Vertonung der lateinischen Totenmesse für fünf- bis zwölfstimmig gemischen Chor a cappella aus den Jahren 1922 bis 1923. Kennzeichnend für das Werk ist die Beschäftigung mit dem gregorianischen Choral, den der Komponist ausführlich zitiert und paraphrasiert.

## Geschichte
Ildebrando Pizzetti erhielt den Auftrag für die Komposition seines Requiems anlässlich einer Gedächtnisfeier für den 1900 ermordeten italienischen König Umberto I. Zugleich traf ihn der Auftrag in der Zeit einer persönlichen Lebenskrise, da seine erste Frau Maria Stradivari 1920 unerwartet verstorben war.
Die Komposition entstand zwischen dem 1. November 1922 und dem 2. Januar 1923. Die erste Aufführung fand am 14. März 1923 unter der Leitung von Alessandro Bustini bei einer nicht-öffentlichen Trauerfeier für Umberto I. in Anwesenheit von König Viktor Emanuel III. im römischen Pantheon statt. Öffentlich wurde das Werk erstmals am 25. März 1924 in der New Yorker Carnegie Hall von der Schola cantorum unter der Leitung von Kurt Schindler aufgeführt.

## Werkbeschreibung
Pizzetti vertonte den Text des lateinischen Requiems ohne Tractus, Graduale und Communio. Das Werk umfasst die folgenden Sätze:
1. Requiem (Introitus/Kyrie)
2. Dies irae (Sequenz)
3. Sanctus
4. Agnus Dei
5. Libera me

Die Aufführungsdauer beträgt ca. 28 Minuten.
Der erste Satz ist für fünfstimmigen Chor (SATBB) in einem der Gregorianik nachempfundenen Stil komponiert. Obwohl der Satz rhythmisch gebunden ist, erhält er durch die Gleichzeitigkeit von Triolen, Vierteln, Achteln, Punktierungen und verschiedenen Überbindungen einen schwebenden Charakter. An den Introitus schließt sich ohne Pause das als fünfstimmige Fuge ausgeführte Kyrie an.
Die Sequenz, die den Chorsatz bis zur Achtstimmigkeit (SSAATTBB) ausweitet, basiert auf der originalen Melodie des gregorianischen Dies irae, die als cantus firmus durch alle Stimmen wandert und dabei von den jeweiligen Begleitstimmen mit Vokalisen melismatisch umspielt wird.
Im Sanctus weitet Pizzetti den Chorsatz durch Aufteilung in drei vierstimmige Chöre (SSAA – TTBB – TTBB) bis zur Zwölfstimmigkeit aus.
Das kurze Agnus Dei kontrastiert dies mit einem schlichten vierstimmigen Satz, der an die Vokalpolyphonie der Renaissance erinnert.
Im „mit tiefer Inbrunst“ auszuführenden Libera me kehrt Pizzetti zur Fünfstimmigkeit des Anfangssatzes zurück. Der Satz ist überwiegend unruhig und rhythmisch ungleichmäßig, findet aber bei den  Worten „Requiem aeternam dona eis“ („gib ihnen die ewige Ruhe“) harmonisch zu einem Augenblick schierer Verzückung.